# Minori Kimura
Minori Kimura (樹村 みのり, Kimura Minori) és una artista manga japonesa, nascuda l'11 de novembre de 1949 a la Prefectura de Saitama, Japó. És sovint comptada entre el Grup del 24, un grup nebulós d'artistes manga que se considera que ha revolucionat el manga shojo.
Feu el seu debut professional en 1964 a l'edat dels 14 anys amb la seua història Picnic, serialitzà en la revista d'Especial de Primavera de Ribon, publicada per Shueisha. Des de llavors, continua escrivint històries durant els descansos escolar que foren publicats en revistes com COM i Ribon Comic. Durant els any 60 i principis del 70, la configuració de les seues històries varià, incloent lloc com Auschwitz, Vietnam, i els barris de Rio de Janeiro, i cobrí temes interessant per xiques joves, elaborats extraient els sentiments i les motivacions dels seus personatges.